# Vegadeo (kommun)
Vegadeo (galiciska: A Veiga) är en kommun i Spanien. Den ligger i den autonoma regionen Asturien i nordvästra delen av landet, 400 km nordväst om huvudstaden Madrid. Antalet invånare är 3 930 (2024).